# Lanchester Motor Company
The Lanchester Motor Company Limited foi uma fabricante de automóveis localizada até 1931 em Armourer Mills, Montgomery Street, Sparkbrook, Birmingham e, posteriormente, em Sandy Lane, Coventry, no Reino Unido. A marca não foi mais utilizada desde que a última Lanchester foi produzido em 1955. A The Lanchester Motor Company Limited ainda está registrada como uma empresa ativa e as contas são arquivadas a cada ano, embora a partir de 2014 é marcado como "não negociação".
A empresa Lanchester foi comprada pelo Grupo BSA no final de 1930, após o qual seus carros foram fabricados pela Daimler nas instalações da Daimler em Coventry. Assim, com a Daimler, a Lanchester tornou-se parte da Jaguar Cars em 1960.
Em 1990, a Ford Motor Company comprou a Jaguar Cars que permaneceu em sua propriedade, e a partir de 2000 acompanhada da Land Rover, até a Ford vender a Jaguar e a Land Rover para a Tata Motors em 2008, que criou a Jaguar Land Rover como uma subsidiária dela. Em 2013, a Jaguar Cars foi fundida com a Land Rover para formar a Jaguar Land Rover Limited, e os direitos da marca de automóveis Lanchester foram transferidos para a recém-formada multinacional britânica Jaguar Land Rover.